# Морозостійкість гірських порід
Морозотривкість гірських порід (рос. морозостойкость горных пород, англ. frost resistance of rock; нім. Frostbeständigkeit f, Kältebeständigkeit f des Gesteins) — характеристика опірності порід їх розукріпленню в процесі їх промерзання і відтавання, яка проявляється в здатності насиченої водою породи витримувати багаторазове заморожування та відтавання без ознак руйнування та істотної втрати маси.
М. оцінюється коеф. морозостійкості Км, який дорівнює відношенню границі міцності порід при стисненні після 25 циклів замороження (при т-рах від -15 до — 40 °С) і відтавання до межі міцності повністю водонасиченої початкової породи в умовах т-р вище °С.
До морозостійких відносять породи з Км >0,75. М. оцінюють також кількістю циклів замороження і відтавання, що приводить до руйнування породи. Так, карбонатні породи витримують 100—200 циклів, пісковики і порфірити — до 400.
М. знижується при збільшенні ефективної пористості порід, ступеня їх насичення водою, при значних температурних градієнтах. Дрібнозернисті однорідні породи, як правило, більш морозостійкі, ніж грубозернисті полімінеральні.
М. характеризує експлуатаційну якість буд. щебеню, ґравію, кам'яних блоків, облицювальних плит, фасонних виробів з каменю; визначає стійкість укосів бортів і уступів на кар'єрах при тривалому їх використанні.